# لوردس موئدانو
لوردس موئدانو (اسپانیایی: Lourdes Mohedano‎؛ زادهٔ ۱۷ ژوئن ۱۹۹۵) ژیمناست ریتمیک اهل اسپانیا است.